# Казмеханобр
Филиал РГП "НЦ КПМС РК" Государственное научно-производственное объединение промышленной экологии КАЗМЕХАНОБР - научно-исследовательский институт Казахстана, занимается фундаментальными и прикладными исследованиями по переработке полезных ископаемых. Входит в состав Национального центра по комплексной переработке минерального сырья Республики Казахстан.
30 октября 1958 года, когда приказом № 585 Государственного планового Комитета Совета Министров СССР в Алма-Ате был создан «Казмеханобр» как Филиал Всесоюзного научно-исследовательского и проектного института механической обработки полезных ископаемых «Механобр».
В 1966 году приказом №565 Министерства цветной металлургии СССР Казахский филиал института «Механобр» получил статус Всесоюзного и был выделен в самостоятельный Государственный научно-исследовательский и проектный институт по обогащению руд цветных металлов «Казмеханобр» и определен головным по охране природных водных объектов от загрязнения промышленными сточными водами в районах действия  предприятий цветной металлургии СССР.

## Руководители
- Ревазашвили Борис Иванович, д.т.н. – 1958-1967гг.
- Шелестов Михаил Сергеевич, к.т.н. – 1967-1969гг.
- Свядощ Юрий Николаевич, к.т.н. – 1969-1985гг.
- Попов Геннадий Семенович, к.т.н. – 1985-1992гг.
- Клец Александр Николаевич, д.т.н. академик МАМР – 1992-2013гг.
- Шалгымбаев Серикбол Тлеулесович, к.х.н, доцент – с 2013г.

## Основные направления
- Исследования в области обогащения руд цветных металлов месторождений Казахстана и Средней Азии;
- Разработка методов и средств очистки промышленных сточных вод предприятий цветной металлургии;
- Разработка методов повышения эффективности работы очистных сооружений и хвостовых хозяйств обогатительных фабрик;
- Разработка методов, средств  и систем комплексной механизации и автоматизации процессов обогащения на обогатительных  фабриках цветной металлургии;
- Технико-экономические исследования в области обогащения  руд цветных металлов Казахстана и Средней Азии;
- Проектирование обогатительных фабрик Казахстана и Средней Азии;
- Проектирование хвостовых хозяйств  и очистных  сооружений сточных вод предприятий  цветной металлургии

## Подразделения
- Научная часть
  - Лаборатория благородных металлов
  - Отдел обогащения минерального сырья и полупромышленных испытаний
  - Отдел охраны окружающей среды и управления природопользованием
  - Лаборатория оценки воздействия на окружающую среду и нормативов обращения с отходами
  - Химико-аналитическая лаборатория
- Проектная часть
  - Бюро главных инженеров проектов
  - Строительный отдел
  - Сантехнический отдел
  - Технологический отдел
  - Электротехнический отдел
  - Сметный отдел
  - Отдел гидротехнических сооружений
  - Отдел автоматизации технологических процессов
  - Отдел информационных технологий и сервисного обслуживания
  - Отдел механизации проектных работ
  - Отдел технико-экономического и экологического проектирования

## Лаборатория благородных металлов
Лаборатория благородных металлов (ЛБМ Казмеханобр) была создана 15 января 1968 года. Первой заведующей лабораторией назначена к.т.н. Ганжа Татьяна Игнатьевна. Она возглавляла лабораторию с 1968 по 1972 гг. С 1973 по 1983 гг возглавляла лабораторию благородных металлов к.т.н. Витковская Анна Петровна. В 1983 году руководство Казмеханобра назначает к.х.н., лауреата Государственной премии Республики Казахстан в области науки и техники имени аль-Фараби, Болотову Людмилу Сергеевну заведующей лабораторией благородных металлов.

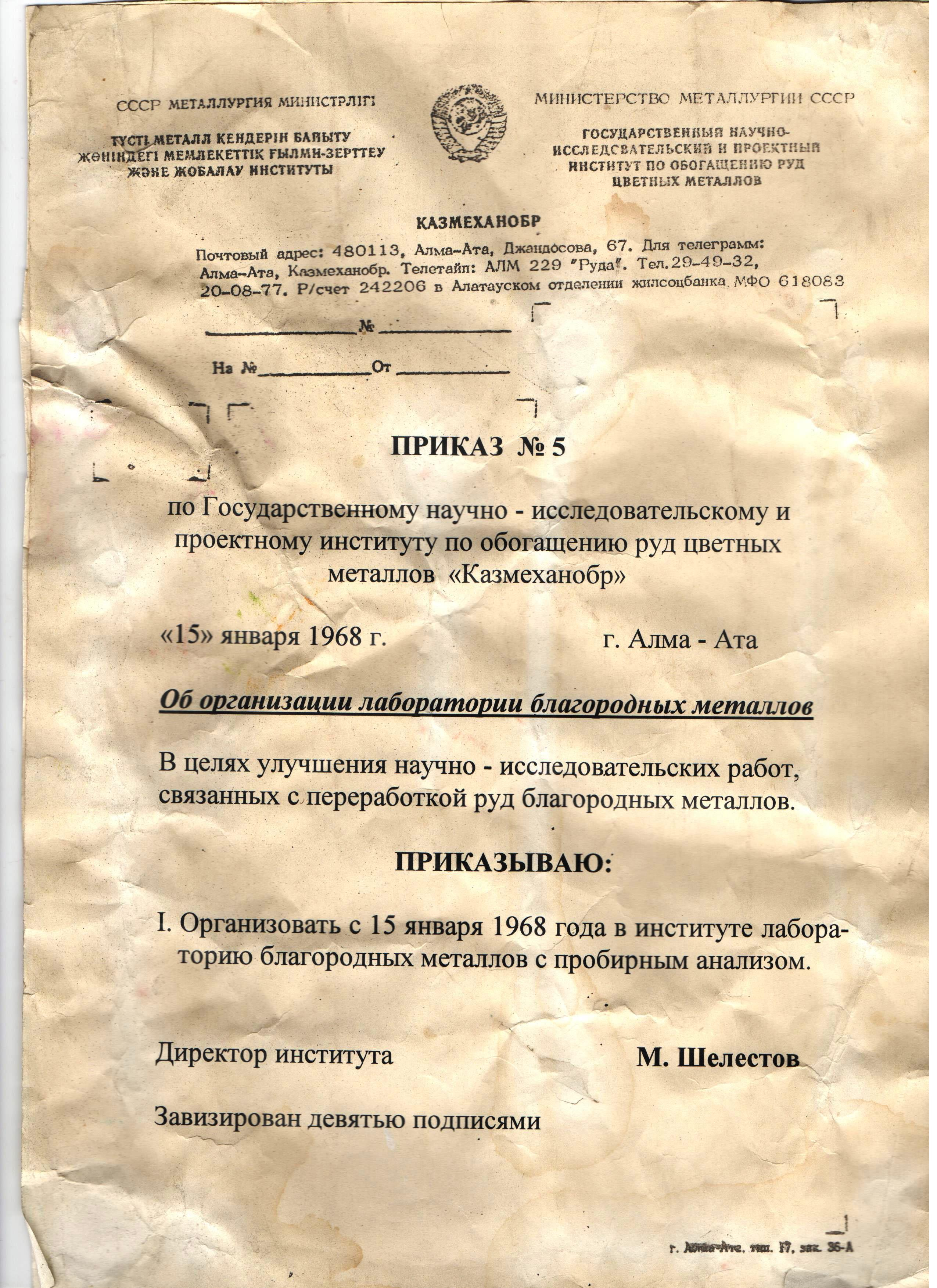
Приказ о создании Лаборатории благородных металлов (Казмеханобр)

#### Основные направления Лаборатории благородных металлов
- Исследования монозолотых и комплексных золотосодержащих руд и техногенных отходов с разработкой технологии и технологических регламентов для проектирования предприятий
- Инжиниринговое сопровождение разработанных технологий и проектов
- Изучение вещественного состава руд и их типизация
- Совершенствование технологических процессов с целью повышения извлечения золота
- Технологическая сертификация руд, продуктов обогащения и техногенного сырья, содержащих благородные металлы
- Разработка гидрометаллургических технологий переработки золотосодержащих руд и продуктов обогащения, включая процессы прямого и сорбционного цианирования, десорбции золота, регенерации сорбентов и электролиза
- Выполнение колонных тестов для разработки технологии кучного выщелачивания  золота и меди из окисленных руд
- Проведение технологического аудита ЗИФ. Разработка рекомендаций по совершенствованию процессов
- Выполнение экспертной оценки технологической части проектов

## Международное сотрудничество
- КНР СУАР рудник «Аси». Золотоизвлекательная фабрика с очистными сооружениями;
- МНР Предприятие «Хор-Айраг». Хвостовое хозяйство обогатительной фабрики;
- «Оутокумпу» (Финляндия), по Лениногорской и Николаевской обогатительным фабрикам;
- «Килборн» (Канада) и «Казголд» (Австралия), по золотоизвлекательной фабрике для переработки лежалых хвостов Лениногорской обогатительной фабрики;
- МДМ "Ferroman", Южно-Африканская республика, по медно-золотоизвлекательной фабрике (Варваринское месторождение Республики Казахстан);
- "Минтек", "Bateman", Южно-Африканская республика, по никель-кобальтовому заводу Шевченковское месторождение Республики Казахстан;
- Работы по адаптации чертежей, разработанных Чаньчунским проектным институтом при Всекитайской корпорации по золоту (КНР) для реализации проекта по извлечению золота месторождения Бестюбе;
- «DRA INTERNATIONAL» (ЮАР), проектирование обогатительной фабрики для ТОО «Восход-Хром» по извлечению хрома;
- «Имабе-Иберика» испанская компания проектирования и подбора оборудования для мусоросортировочных комплексов г. Алматы и г. Астана;
- «Якутзолото» (РФ), разработка технологии и проектирование фабрики по переработке золотосодержащей руды;
- Кыргызская Республика (КР), разработка технологии извлечения золота и проектирование фабрик Талдыбулак (КР) и Аллах-Юньской (Российская Федерация).